# Người thiết kế
Người thiết kế ở đây có thể là một công ty, một nhóm hay một cá nhân nào đó phụ trách dự án thiết kế, họ sẽ phụ trách tất cả các giai đoạn trong một quy trình thiết kế từ giai đoạn phân tích, thiết kế giao diện, phát triển chức năng, đến kiểm tra phần mềm, chạy trên hệ thống và sửa lỗi khi có sự cố xảy ra.